# Martina Viestová
Martina Viestová (* 21. Mai 1984 in Poprad) ist eine slowakische Volleyballspielerin.

## Karriere
Viestová begann ihre Karriere 1999 bei Slávia Bratislava. 2003 spielte sie erstmals in der slowakischen Nationalmannschaft. Im nächsten Jahr ging sie nach Tschechien und wurde mit TJ Frýdek-Místek Vizemeister. Anschließend kehrte sie in ihre Heimat zurück und war eine Saison bei VK Pezinok aktiv. Von 2006 bis 2008 spielte sie bei OMS Senica und danach zwei Jahre bei Doprastav Bratislava. Insgesamt gewann die Zuspielerin in der Slowakei jeweils viermal die Meisterschaft und den nationalen Pokal. Mit SK UP Olomouc wurde sie 2011 erneut tschechische Vizemeisterin. Im Sommer wurde Viestová vom deutschen Bundesligisten 1. VC Wiesbaden verpflichtet, mit dem sie 2013 das deutsche Pokalfinale erreichte. 2014 beendete sie ihre Karriere.